# Timothy Geithner
Timothy Franz Geithner (New York, 18 agosto 1961) è un politico, economista e banchiere statunitense.
Dal 26 gennaio 2009 al 25 gennaio 2013 è stato segretario al Tesoro degli Stati Uniti nell'amministrazione Obama.
Precedentemente aveva ricoperto il ruolo di presidente della sezione di New York della Federal Reserve e di vicepresidente del Federal Open Market Committee (FOMC).

## Biografia
Dopo aver completato gli studi, ha lavorato per Kissinger Associates a Washington per un periodo di tre anni e poi è stato assunto alla divisione affari internazionali del Dipartimento del Tesoro degli Stati Uniti nel 1988. Ha poi lavorato come addetto all'ambasciata americana a Tokyo. Come funzionario del Tesoro, ha aiutato a gestire le crisi internazionali degli anni novanta in Brasile, Messico, Indonesia, Corea del Sud e Thailandia.
È stato vice assistente del segretariato internazionale per la politica monetaria e finanziaria (1995-1996), vice assistente senior del segretario per gli affari internazionali (1996-1997), assistente segretario per gli affari internazionali (1997-1998). È stato sottosegretario del Tesoro per gli affari internazionali (1998-2001) sotto i Segretari del Tesoro Robert Rubin e Lawrence Summers. Summers è stato il suo mentore. Nel 2002 ha lasciato il Tesoro per aderire al Council on Foreign Relations come Senior Fellow del dipartimento di economia internazionale. È stato direttore del Dipartimento delle politiche di sviluppo (2001-2003) presso il Fondo monetario internazionale.
Nel mese di ottobre 2003, a 42 anni, è stato nominato presidente della Federal Reserve Bank di New York. Il suo stipendio nel 2007 fu circa di 398200 $. Una volta alla Fed di New York, è diventato vice presidente della Commissione federale Open Market Committee. Nel 2006 egli divenne anche un membro dell'Organismo di consulenza finanziaria di Washington detto G30. Nel novembre 2007 ha respinto l'offerta di Sanford Weill che lo voleva CEO presso Citigroup. Nel marzo 2008 ha organizzato il salvataggio e la vendita di Bear Stearns.
Nel gennaio del 2009 Timothy Geithner viene nominato segretario di Stato al Tesoro dal presidente Barack Obama e in questa veste fa approvare, nel febbraio dello stesso anno, un piano finanziario di stabilità che pur essendo stato considerato migliore rispetto a quello del predecessore Paulson è stato accolto con freddezza da parte dei mercati finanziari ed è stato sottoposto a numerose critiche: tra le motivazioni delle critiche di alcuni commentatori c'è sicuramente la mancanza di dettagli, l'eccessiva "timidezza" in un momento in cui, secondo loro, si dovrebbe osare di più.
La risposta "fredda" del mercato nei confronti del programma di Geithner (FSP - Financial Stability Plan) era data, in larga parte,
dai pochi dettagli forniti su un punto specifico del FSP: il PPIF - Public-Private Investment Fund volto alla "pulizia" dei bilanci bancari ad opera di fondi pubblici-privati.